# Flevoland de l'Est

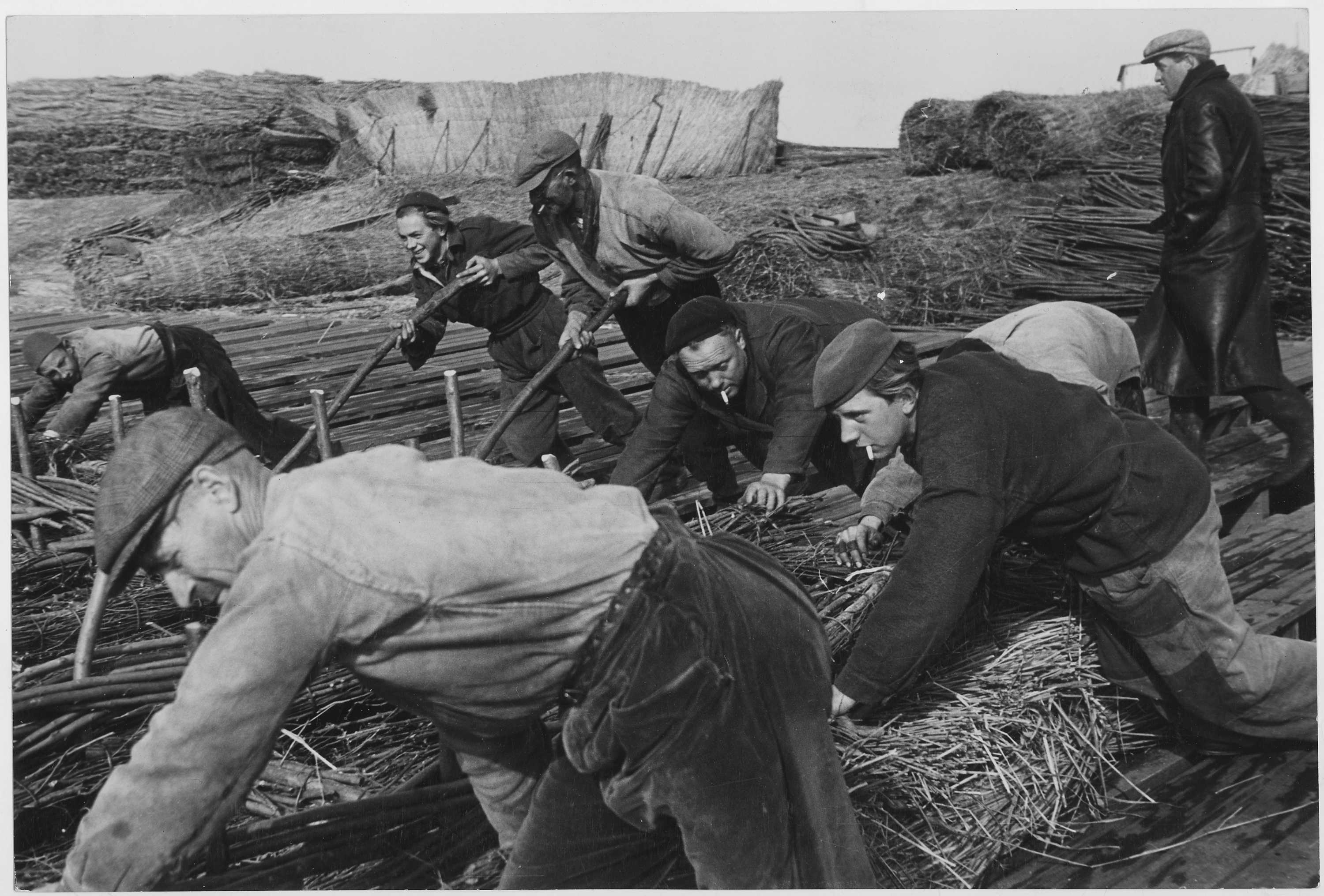
Travaux de drainage et préparation de la digue vers 1950. Des matelas d'osier sont utilisés pour protéger les sols, en particulier tout ce qui est en dessous du niveau d'eau

Le Flevoland de l'Est (Oostelijk Flevoland en néerlandais) est le troisième polder construit dans le cadre des Travaux du Zuiderzee. Il est entouré du: Ketelmeer , du Vossemeer , du Drontermeer , du Veluwemeer , de la Knardijk et de l'IJsselmeer. Il fait maintenant partie de la province de Flevoland des Pays-Bas.
Il a été construit entre 1950 et 1957 et fait 540 km². Avec le Flevoland du Sud, il forme le Flevopolder.
Le polder a été construit entre 1950 et 1957 et a une taille de 540 kilomètres carrés . Le développement a été assuré par le Bureau national pour les polders de l'IJsselmeer (nl)
Le 1er janvier 2007, il comptait 110 270 habitants.
Lelystad est la plus grande ville du polder.
| \| Localisation du Zuiderzee dans le Monde \| Polder pilote Andijk · (1927) Amsteldiepdijk (1924) Afsluitdijk · (1932) Houtribdijk (1975) Knardijk (1956) Flevoland de l'Est · (1957) Flevoland du Sud · (1967) Noordoostpolder · (1942) Wieringermeer · (1930) IJsselmeer Markermeer Mer des Wadden Marken Urk Schokland Wieringen Amsterdam Hollande du Nord Ultrecht Frise Gueldre Overijssel Récupération Existant Eau douce Eau salée |
| Localisation du Zuiderzee dans le Monde |